# Лазе (Брежице)
Лазе (словен. Laze) — поселення в общині Брежиці, Споднєпосавський регіон, Словенія. Висота над рівнем моря: 326,6 м.